# 古城門志帆
古城門志帆（日语：／ Kokido Shiho，12月20日—），日本女性配音員。出身於東京都。賢Production所屬。

## 經歷
古城門志帆畢業於玉川大學藝術學院舞台藝術學系。
她說，小時候，她喜歡站在人們面前表達自己。
中學時期，她加入了話劇社，並就讀於音樂學校。為了給立志成為配音員的話劇社成員和導師留下深刻印象，她決定自己成為一名配音員。
作為第12期生加入School Duo後，她於2012年4月被置於賢Production的照顧之下。她說她不想與音樂學校的老師分開，所以她加入了老師所在的經紀公司賢Production。
加入該公司後，她的第一個錄製是《小公主蘇菲亞》。

## 人物
特長：即興音樂劇、唱歌、快速眨眼、和太鼓、桌球、快速捲餃子皮。興趣：看恐怖電影、遊戲、繞口令、劍玉、愛犬。
喜歡的食物：紅鮪魚。燒肉最喜歡的是朝鮮烤牛排。
喜歡的歌手有YUI、YUKI、SPITZ。
她將兒童角色列為自己最喜歡的角色之一。
她在該公司的同儕包括增元拓也、末柄里惠、益山武明。並與丸山有香、末柄里惠、小笠原早紀一起擔任組合「丸木堂末原（まるきどすえわら）」的成員，她從訓練學校時期就認識這些人。

## 演出
粗體字表示主要角色。

### 電視動畫
2013年
- 我的腦內戀礙選項（權堂大子、太太、女性A、女學生）
- 魔鬼戀人（學生們）
- 爆TECH！爆丸 激撞（伊力克）
- 魔奇少年 The kingdom of magic（2013年—2014年，才凜、琍琍亞娜、嬰兒、魔導士B、小孩）

2014年
- 星夢學園（新生）
- Wake Up, Girls！（女高中生2）
- 丸少爺（2014年—2016年，蛇、姐姐）
- 激戰奧雷卡（日语：モンスター烈伝 オレカバトル）（耳獅、少年）
- 少年好萊塢 -HOLLY STAGE FOR 49-（日语：少年ハリウッド -HOLLY STAGE FOR 49-）（小孩）
- 積木戰士（6年級學生）
- 花舞少女（學生、活動工作人員、主管人員）
- 乒乓 THE ANIMATION（女子）
- 魔神之骨（路克〈少年時期〉、男孩子）
- 魔法科高中的劣等生（觀眾）
- RAIL WARS！（女站務員、圖巴特茨）

2015年
- 黑子的籃球（女子經理B）
- Go！Princess 光之美少女（2015年—2016年，阿羅瑪[8]）
- 新我們這一家（學生）
- 舞力四射（聰）
- 哆啦A夢 (水田山葵版)（班上同學C）
- 排球少年!! Second Season（男子C）
- 監獄學園（女子1、女子C、女子選手D、女子G、男孩子A、女學生、女子E）
- 勇敢節拍（日语：ブレイブビーツ）（2015年—2016年，天宮琴音[9]／舞動節奏[10]）
- 神奇寶貝XY&Z（努）
- 單色小姐 -The Animation- 3（女性）
- 山田君與7人魔女（翔子、女學生）
- The Rolling Girls（小咪[11]、路人、記者、村民）

2016年
- 歌之王子殿下 真愛傳奇之星（女主播）
- 烏龍麵之國的金色毛毬（波可[12]、茉茉[12]、犬、兔）
- 境界之輪迴（大志）
- 石膏男孩（石本美希[13]）
- 熱情傳奇 The X（波爾塔）
- 數碼暴龍宇宙 應用怪獸（2016年—2017年，飛鳥虎次郎／阿斯特拉[14]）
- 漂流武士（歐蜜兒[15]）
- 勇利!!! on ICE（尤里·普利謝茨基〈5歲〉）
- 我太受歡迎了，該怎麼辦？（六見遊馬〈童年時期〉）

2017年
- ElDLIVE宇宙警探（古馳〈童年時期〉、小德、通信兵）

2018年
- 鬼太郎 (第6作)（2018年—2020年，裕太[16]、錳禮奈、女高中生、明紀少年）
- 寄宿學校的茱麗葉（少年、女學生）

2019年
- 深夜的超自然公務員（皮可西、宮古新〈童年時期〉、榊詩織、相田驅）
- 魔術學姐（學生、小孩、園童）

2020年
- 少女前線 -狂亂篇-（CZ75）
- 隱瞞之事（汐越羊[17]）

2021年
- 再見了，我的克拉默（白鳥綾[18]）
- 神奇柑仔店 錢天堂（同級生）
- 七騎士：革命 -英雄的繼承者-（女學生）

2022年
- 最遊記RELOAD -ZEROIN-（客棧女兒、女、妖怪）
- 白領羽球部（白鳥尊〈少年時期〉）

2023年
- 哥布林殺手II（女給）

2024年
- 隔壁的妖怪鄰居（日语：となりの妖怪さん）（琴音）

2025年
- 靈異教師神眉 (2025年版)（栗田誠[19]）

### 電影動畫
2014年
- 劇場版 Wake Up, Girls！七位偶像（女學生）
- Happiness Charge 光之美少女！ 人偶之國的芭蕾舞女（人偶）
- 劇場版 光之美少女 All Stars New Stage3：永遠的朋友（男孩子）
- 聖誕老人公司（日语：サンタ・カンパニー）（小孩[20]）

2015年
- 劇場版 Go！Princess 光之美少女：Go！Go!! 豪華三部曲!!!（日语：映画 Go!プリンセスプリキュア Go!Go!!豪華3本立て!!!）（阿羅瑪[21]）
- 劇場版 High☆Speed！-Free！Starting Days-（桐嶋郁彌〈童年時期〉）
- 劇場版 光之美少女 All Stars：春之嘉年華♪（阿羅瑪[22]）

2016年
- 劇場版 光之美少女 All Stars：大家唱歌吧♪奇蹟的魔法！（阿羅瑪）

2017年
- 劇場版 光之美少女 Dream Stars！（阿羅瑪[23]）
- 小小☆Dream Stars！Let's・la・Cookin'？Showtime！（阿羅瑪[24]）

2021年
- 劇場版 再見了，我的克拉默：首次接觸（谷安昭〈童年時期〉）

### 網路動畫
- 魔神英雄傳 七魂的龍神丸（2020年，乙姬）

### 遊戲
2013年
- 鋼彈創壞者（日语：ガンダムブレイカー）

2015年
- Go！Princess 光之美少女 甜點王國與6位公主（阿羅瑪）
- 蝙蝠俠：阿卡漢騎士（哈莉·奎茵／哈琳·法蘭西斯·奎澤爾）
- 魔物娘☆後宮（日语：モン娘☆は〜れむ）（蕾米拉[25]、仙琺、芙蓉）

2016年
- 勇氣之劍×火焰之魂（日语：ブレイブソード×ブレイズソウル）
- 碧藍幻想（2016年—2022年，珀西瓦里〈童年時期〉[26]）

2017年
- 神式一閃（敦丸）
- 永恒綠洲 精靈與種人的蜃氣樓（日语：Ever Oasis 精霊とタネビトの蜃気楼）

2019年
- 少女前線（T91[27])

2020年
- 決戰之魂（彌太郎[28]）
- 特戰英豪（芮茲）

2024年
- 復活邪神2 七英雄的復仇（莉科莉絲[29]）

### 數位漫畫
- 漫畫動畫「隱瞞之事」（2020年，汐越羊）
- （2022年，戶田千鶴[30]）

### 外語配音

#### 電影
- 遲來的守護者（凱斯林）
- 菲比夢遊仙境（英语：Phoebe in Wonderland）（菲比·利希藤〈艾兒·芬妮〉）
- 冰雪皇后（公主）
- 末世異種（英语：The Titan (film)）（盧卡斯·詹森〈諾亞·朱佩〉）

#### 電視影集
- 波特萊爾的冒險（克勞斯·波特萊爾）
- 美國恐怖故事（布萊恩）
- 末路驅魔人（英语：Outcast (TV series)）
- 透明家庭（扎克）

#### 動畫
- OK K.O.！（生薑、馬鈴薯）
- 小公主蘇菲亞：公主傳奇（琥珀的朋友）
- 飛天小女警 (2016年版)（多金公主[31]）

### 音樂劇
- —飾 （昭和音樂大學附設音樂芭蕾舞教室主辦）
- 吉利支丹的魔法—飾 （中區民間音樂劇公演實行委員會主辦）
- —飾 （昭和音樂大學附設音樂芭蕾舞教室主辦）
- Go！光之美少女 音樂劇秀 搶救公主樂園吧！—飾 阿羅瑪
- Go！光之美少女 動作舞台—飾 阿羅瑪

### 其它
- 有聲劇『碧藍幻想 OTOCA「冰炎鬩牆」』（2017年，珀西瓦里〈童年時期〉[26]）

## 音樂作品

### 角色歌曲
| 發行日期 | 商品名稱                                                          | 歌 | 樂曲                    | 備註                                                                   |
| 2015年   | 2015年                                                            | 2015年 | 2015年                  | 2015年                                                                 |
| -------- | ----------------------------------------------------------------- | --- | ----------------------- | ---------------------------------------------------------------------- |
| 7月15日  | Go！Princess 光之美少女 歌唱專輯1 堅強、溫柔、美麗。              | 泡芙（東山奈央）、阿羅瑪（古城門志帆） | 「Royal Fairy Courage」 | 電視動畫《Go！Princess 光之美少女》相關歌曲                            |
| 2016年   |                                                                   | |                         |                                                                        |
| 3月16日  | 劇場版 光之美少女 All Stars：大家唱歌吧♪奇蹟的魔法！ 音樂劇歌曲集 | 朝日奈未來（高橋李依）、理子（堀江由衣）、莫夫倫（齋藤彩夏）、春野遙（村侑）、海藤南（淺野真澄）、天之川綺羅（山村響）、紅城永久（澤城美雪）、泡芙（東山奈央）、阿羅瑪（古城門志帆） | 「」                    | 電影動畫《劇場版 光之美少女 All Stars：大家唱歌吧♪奇蹟的魔法！》插入歌 |
| 2017年   |                                                                   | |                         |                                                                        |
| 7月26日  | 數碼暴龍宇宙 應用怪獸 角色歌曲&原聲帶                             | 飛鳥虎次郎（古城門志帆）&音樂獸（田村奈央） | 「Wander Beat」         | 電視動畫《數碼暴龍宇宙 應用怪獸》相關歌曲                              |

## 外部連結
- 古城門志帆｜賢Production （日語）
- 古城門志帆的X（前Twitter） （日語）